# New Washington (Aklan)
New Washington is een gemeente in de Filipijnse provincie Aklan in het noordwesten van het eiland Panay. Bij de laatste census in 2007 had de gemeente bijna 40 duizend inwoners.

## Geografie

### Bestuurlijke indeling
New Washington is onderverdeeld in de volgende 16 barangays:
| - Candelaria - Cawayan - Dumaguit - Fatima - Guinbaliwan - Jalas - Jugas - Lawa-an | - Mabilo - Mataphao - Ochando - Pinamuk-an - Poblacion - Polo - Puis - Tambak |

## Demografie
New Washington had bij de census van 2007 een inwoneraantal van 39.656 mensen. Dit zijn 5.675 mensen (16,7%) meer dan bij de vorige census van 2000. De gemiddelde jaarlijkse groei komt daarmee uit op 2,15%, hetgeen hoger is dan het landelijk jaarlijks gemiddelde over deze periode (2,04%).

## Geboren in New Washington
- Jaime Sin (31 augustus 1928), rooms-katholiek kardinaal en aartsbisschop van Manilla (overleden 2005).